# Claudia Marsicano
Claudia Alicia Marsicano (Ciudad Autónoma de Buenos Aires, 1960) es una paleontóloga argentina dedicada al estudio de tetrápodos basales del Paleozoico superior - Triásico continental del sur de Gondwana.Por sus aportes científicos se la conoce como "La mujer de Gondwana".

## Biografía

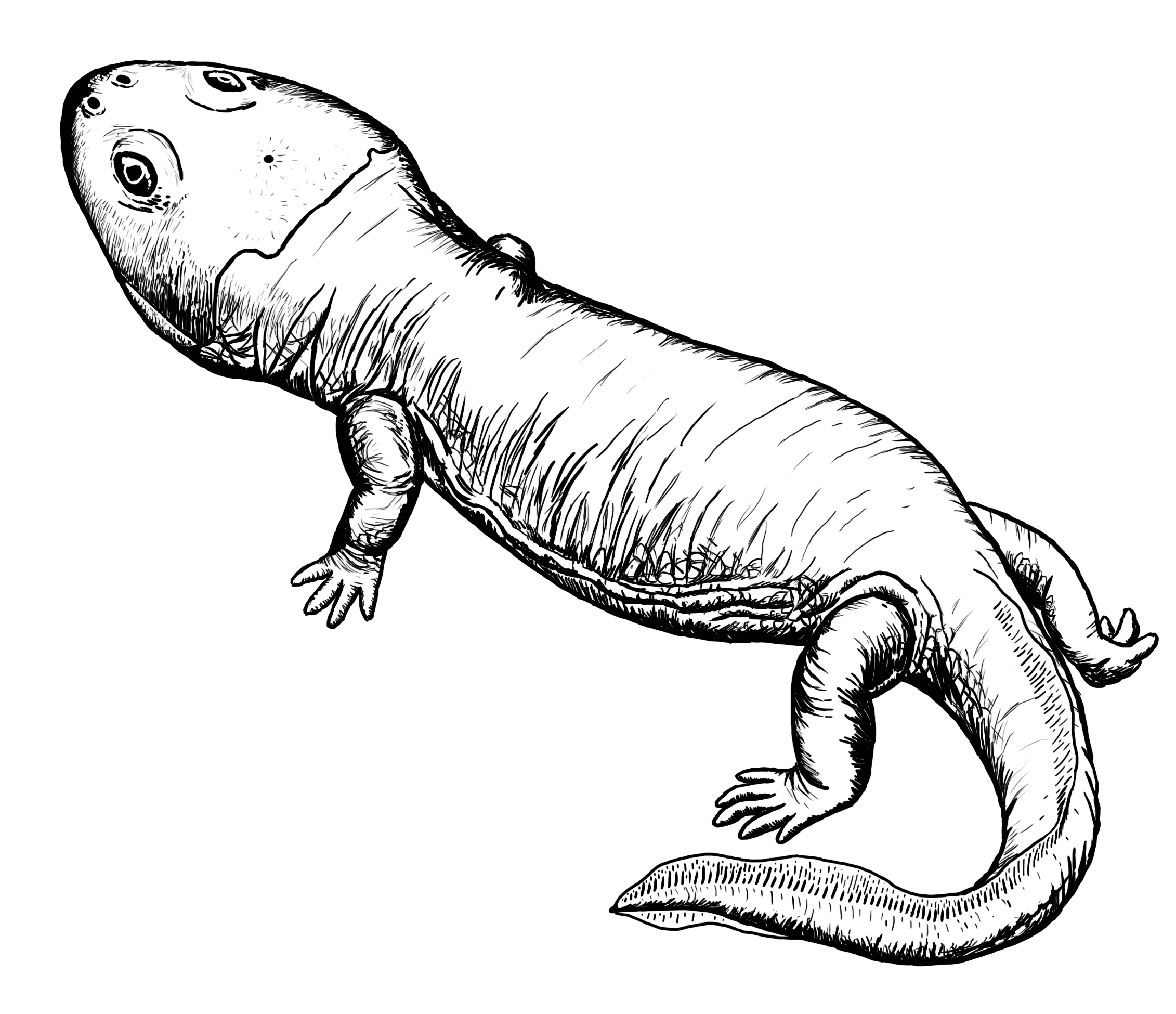
Tetrápodo (Temnospondyli) estudiado y publicado por Marsicano en coautoría con Anne Warren en 1998.

Marsicano obtuvo el título de Licenciada en Ciencias Biológicas en la UBA, en 1984. En 1993 se graduó como Doctora en Ciencias Biológicas en la misma casa de estudios, con su tesis titulada "Revisión de los anfibios chigutisauridos ("temnospondyli") del triásico de Argentina: Relaciones evolutivas y aspectos paleobiogeográficos". También realizó estudios de posgrado en La Trobe University, Australia.
En la actualidad es Investigadora Principal del Consejo Nacional de Investigaciones Científicas y Técnicas de Argentina y docente en la Licenciatura en Paleontología de la Universidad de Buenos Aires (UBA). Se desempeña en el Instituto de Estudios Andinos ”Don Pablo Groeber”.

### Gaiasia jennyae: el origen de los Tetrápodos
Lideró un equipo de trabajo de investigación científica internacional que incluye investigadores de Argentina, Namibia, Sudáfrica y Estados Unidos con el cual publicó el hallazgo de los restos fósiles de un vertebrado que se encuentra cerca del origen evolutivo de los tetrápodos. Se trata de un animal gigante de aproximadamente 285 millones de años de antigüedad (período Pérmico de la era Paleozoica). Este descubrimiento desafía las hipótesis actuales acerca de la evolución temprana de los primeros vertebrados que abandonaron la vida plenamente acuática para incursionar en el medio terrestre. Es la primera paleontóloga argentina que lidera un trabajo publicado en Nature.